# Линколнвил (Јужна Каролина)
Линколнвил (енгл. Lincolnville) град је у америчкој савезној држави Јужна Каролина.

## Демографија
По попису из 2010. године број становника је 1.139, што је 235 (26,0%) становника више него 2000. године.
| Група             | 2000.       | 2010.       |
| Белци             | 449 (49,7%) | 492 (43,2%) |
| Афроамериканци    | 414 (45,8%) | 552 (48,5%) |
| Азијати           | 0 (0,0%)    | 2 (0,2%)    |
| Хиспаноамериканци | 9 (1,0%)    | 68 (6,0%)   |
| Укупно            | 904         | 1.139       |